# 기리 소타
기리 소타(일본어: 桐 蒼太, 1999년 7월 22일~)는 일본의 축구 선수이다.

## 구단 경력
그는 2022년 J2리그의 이와테 그루자 모리오카에 입단했다. 2022년후 J3리그에 강등했다. 2024년까지 59경기에 출전하여, 3득점을 넣었다. 2025년 일본 풋볼 리그의 아틀레티코 스즈카로 이적했다.